# براد ستيوارت
براد ستيوارت هو لاعب هوكي الجليد كندي، ولد في 6 نوفمبر 1979 في روكي ماونتن هاوس ‏ في كندا.

## وصلات خارجية
- براد ستيوارت على موقع دوري الهوكي الوطني (الإنجليزية)
- براد ستيوارت على موقع قاعة مشاهير الهوكي (لاعب أن.إتش.أل) (الإنجليزية)
- براد ستيوارت على موقع EliteProspects.com (الإنجليزية)
- براد ستيوارت على موقع HockeyDB.com (الإنجليزية)
- براد ستيوارت على موقع Hockey-Reference.com (الإنجليزية)